# Varese Sportiva 1942-1943
Questa voce raccoglie le informazioni riguardanti la Varese Sportiva nelle competizioni ufficiali della stagione 1942-1943.

## Organigramma societario
Area direttiva
- Presidente: Cav. Mario Mentasti

Area organizzativa
- Segretario: ???

Area tecnica
- Allenatore: Biffi, poi Luis Monti
- Medico sportivo: Dr. Emilio Pisoni

## Rosa
| N. |                   | Ruolo | Calciatore         |
| -- | ----------------- | ----- | ------------------ |
|    | Italia (bandiera) | A     | Ettore Allegri     |
|    | Italia (bandiera) | D     | Carlo Basaglia     |
|    | Italia (bandiera) | C     | Giordano Bonelli   |
|    | Italia (bandiera) | A     | Vittorio Bonifacio |
|    | Italia (bandiera) | C     | Ettore Borellini   |
|    | Italia (bandiera) | P     | Carlo Borghesio    |
|    | Italia (bandiera) | C     | Edgardo Cattaneo   |
|    | Italia (bandiera) | C     | Giovanni Comotti   |
|    | Italia (bandiera) | A     | Augusto Cristina   |
|    | Italia (bandiera) | D     | Luigi Ferrari      |

| N. |                      | Ruolo | Calciatore        |
| -- | -------------------- | ----- | ----------------- |
|    | Italia (bandiera)    | A     | Aldo Fossale      |
|    | Argentina (bandiera) | A     | Carlos Garavelli  |
|    | Italia (bandiera)    | C     | Ettore Mazzotti   |
|    | Italia (bandiera)    | A     | Mario Panagini    |
|    | Italia (bandiera)    | D     | Sergio Realini    |
|    | Italia (bandiera)    | A     | Ugo Rigamonti     |
|    | Italia (bandiera)    | C     | Oscar Santini     |
|    | Italia (bandiera)    | D     | Andrea Signoretto |
|    | Italia (bandiera)    | P     | Giovanni Tronconi |

## Arrivi e partenze
| Acquisti | Acquisti           | Acquisti      | Acquisti   |
| -------- | ------------------ | ------------- | ---------- |
| A        | Vittorio Bonifacio | Alfa Romeo    | definitivo |
| P        | Carlo Borghesio    | Piacenza      | definitivo |
| C        | Giovanni Comotti   | Fiorentina    | definitivo |
| A        | Augusto Cristina   | Modena        | definitivo |
| A        | Mario Panagini     | Juventus Domo | definitivo |
| D        | Andrea Signoretto  | Venezia       | definitivo |

| Cessioni | Cessioni            | Cessioni          | Cessioni      |
| -------- | ------------------- | ----------------- | ------------- |
| .        | Franco Amelotti     | ???               | definitivo    |
| .        | Luigi Bernasconi    | ???               | definitivo    |
| .        | Achille Boghi       | ???               | definitivo    |
| A        | Giuseppe Corti      | Cremonese         | definitivo    |
| .        | Mario Crugnola      | ???               | definitivo    |
| P        | Carlo Facchini      | Fanfulla          | fine prestito |
| D        | Giuseppe Galimberti | Novara            | prestito      |
| .        | Arialdo Giobbi      | smette di giocare | definitivo    |
| .        | Claudio Lepri       | ???               | definitivo    |
| C        | Sergio Montipò      | Novara            | definitivo    |
| .        | Mario Sassi         | ???               | definitivo    |
| A        | Giovanni Toscano    | ???               | definitivo    |

## Risultati

### Serie C

#### Girone D

##### Girone di andata
| Arbitro: | Andreoni (Milano) |

|                           |           |  |
| Garavelli 50’ Allegri 67’ | Marcatori |  |

| Arbitro: | Mondani (Milano) |

|  |           |                                                                               |
|  | Marcatori | 12’, 57’, 70’, 82’ Bonifacio 59’, 68’, 88’ Allegri 65’ Panagini 85’ Garavelli |

| Arbitro: | Monti (Genova) |

|  |           |           |
|  | Marcatori | 44’ Rozza |

| Arbitro: | Barion (Bologna) |

|  |           |             |
|  | Marcatori | 19’ Santini |

| Arbitro: | Cipriani (Milano) |

|              |           |            |
| Garavelli 3’ | Marcatori | 30’ Borghi |

| Arbitro: | Vannini (Bologna) |

|  |           |                                 |
|  | Marcatori | 19’, 26’ Bonifacio 81’ Panagini |

| Arbitro: | Codeluppi (Lodi) |

|                                            |           |  |
| Panagini 16’, 30’ Allegri 76’ Cristina 82’ | Marcatori |  |

| Vigevano 29 novembre 1942 9ª giornata | Vigevano          | 0 – 0 referto | Varese | \| Arbitro: \| Cipriani (Milano) \| |
| Arbitro:                              | Cipriani (Milano) |               |        |                                     |

| Arbitro: | Mateucci (Milano) |

|                               |           |             |
| Allegri 5’ Bonelli 39’ (rig.) | Marcatori | 59’ Carelli |

| Arbitro: | Canavesio (Torino) |

|              |           |              |
| Modenesi 13’ | Marcatori | 24’ Panagini |

| Arbitro: | Ciccardi |

|                                                     |           |  |
| Bonelli 25’, 76’ Panagini 27’, 88’ Allegri 63’, 70’ | Marcatori |  |

| Arbitro: | Colletti |

|                            |           |                                                                    |
| Legramonti 15’ Monti I 47’ | Marcatori | 22’, 79’ Cristina 24’, 57’ Allegri 48’ Garavelli 77’, 85’ Panagini |

##### Girone di ritorno
| Domodossola 10 gennaio 1943 15ª giornata | Juventus Domo | 1 – 2 referto | Varese |  |

| Varese 17 gennaio 1943 16ª giornata | Varese | 2 – 0 A tav. per forfait referto | Sparta Novara | Stadio del Littorio |

| Legnano 24 gennaio 1943 17ª giornata | Legnano          | 0 – 0 referto | Varese | \| Arbitro: \| Tassini (Verona) \| |
| Arbitro:                             | Tassini (Verona) |               |        |                                    |

| Arbitro: | Bernardi (Bologna) |

|                                                          |           |                  |
| Bonifacio 1’, 31’ Allegri 10’ Garavelli 44’ Panagini 80’ | Marcatori | 28’ (rig.) Monti |

| Arbitro: | Canavesio (Torino) |

|  |           |                            |
|  | Marcatori | 61’ Bonifacio 89’ Cristina |

| Arbitro: | Andreoni (Milano) |

|                           |           |  |
| Cristina 37’ Panagini 65’ | Marcatori |  |

| Saronno 21 febbraio 1943 21ª giornata                                                        | Saronno   | 1 – 4 referto                                | Varese |  |
| \| \| \| \| \| Uccellini 73’ \| Marcatori \| 44’ Allegri 58’, 65’ Bonifacio 63’ Garavelli \| |           |                                              |        |  |
|                                                                                              |           |                                              |        |  |
| Uccellini 73’                                                                                | Marcatori | 44’ Allegri 58’, 65’ Bonifacio 63’ Garavelli |        |  |

| Arbitro: | Tassini (Verona) |

|                    |           |  |
| Bonifacio 33’, 82’ | Marcatori |  |

| Arbitro: | Viarengo sr. (Asti) |

|             |           |                           |
| Damonti 68’ | Marcatori | 71’ Santini 86’ Garavelli |

| Arbitro: | Codeluppi (Lodi) |

|                                  |           |                       |
| Bonifacio 35’, 81’ Garavelli 44’ | Marcatori | 19’ Boara 87’ Belloli |

| Arbitro: | Balestrino (Imperia) |

|                                                 |           |                           |
| Mangiarotti 58’ Torti 70’, 88’ Biciako 71’, 85’ | Marcatori | 31’ Allegri 89’ Bonifacio |

| Arbitro: | Fortina (Novara) |

|                                                                       |           |            |
| Garavelli 41’ Allegri 70’ Panagini 75’ (rig.), 78’, 89’ Bonifacio 87’ | Marcatori | 85’ Merlin |

#### Girone finale A

##### Girone di andata
| Arbitro: | Zambotti |

|  |           |                                        |
|  | Marcatori | 27’ Panagini 35’ Bonifacio 85’ Allegri |

| Arbitro: | Zilli (Reggio Emilia) |

|              |           |  |
| Panagini 21’ | Marcatori |  |

| Arbitro: | Bernardi (Bologna) |

|                             |           |  |
| Ruella 15’ (rig.) Dante 85’ | Marcatori |  |

| Arbitro: | Di Nanni |

|                 |           |                     |
| Bruscantini 32’ | Marcatori | 22’ (rig.) Panagini |

##### Girone di ritorno
| Arbitro: | Viarengo sr. (Asti) |

|                                        |           |  |
| Garavelli 22’ Mazzotti 83’ Allegri 88’ | Marcatori |  |

| Arbitro: | Galeati (Bologna) |

|                  |           |  |
| Cagna 80’ (rig.) | Marcatori |  |

| Arbitro: | Pilione (Reggio Emilia) |

|                    |           |            |
| Bonifacio 42’, 65’ | Marcatori | 50’ Quario |

| Arbitro: | Bianchi (Firenze) |

|                          |           |                 |
| Panagini 45’ Carlito 65’ | Marcatori | 81’ Cammaronesi |